# Jan Mrozowicki (1910–1972)

Prus III, herb rodziny kapitana Mrozowickiego

Jan Klemens Mrozowicki (ur. 15 marca 1910 w Korabnikach, zm. 1 maja 1972 w Gdyni) – polski kapitan żeglugi wielkiej, literat.

## Życiorys
Urodził się 15 marca 1910 roku w Korabnikach, majątku rodziców, jako najstarszy syn Adama Kazimierza, ziemianina i Zofii Janiny Żelskiej z Husiatyna. Po I wojnie światowej, w której w 1914 roku poległ jego ojciec, porucznik rezerwy artylerii armii austriackiej, matka sprzedała Korabniki. Następnie przebywał z matką i braćmi w: Krakowie, Oksywiu k/Gdyni i Rabce. Ukończył Korpus Kadetów nr 1 we Lwowie, uzyskując maturę w 1929 roku, po której został podchorążym w Oficerskiej Szkole Marynarki Wojennej w Toruniu, następnie studiował w Państwowej Szkole Morskiej w Gdyni, którą ukończył w 1934 roku, uzyskując dyplom porucznika żeglugi małej. W 1939 roku został porucznikiem żeglugi wielkiej. Podjął początkowo pracę w Urzędzie Morskim w Gdyni, a następnie został oficerem kompanii żeglugowej Gdynia–Ameryka Linie Żeglugowe, gdzie między innymi był oficerem transatlantyku SS Pułaski. Parał się w tym czasie również publicystyką, publikując artykuły m.in. w: „Latarni Morskiej”, poświęcone konieczności aktywizacji kapitału w żegludze i „Ilustrowanym Magazynie Tygodniowym AS”.
Uczestniczył w II wojnie światowej na morzu pod polską banderą i pod dowództwem Admiralicji brytyjskiej, jako II, a następnie I oficer marynarki handlowej polskich statków, które pełniły funkcje transportowców wojennych: SS „Cieszyn”, SS „Lublin”, MS „Morska Wola”, SS „Białystok” oraz SS „Tobruk” i MS „Sobieski”. Wybuch wojny 1 września 1939 roku zastał go w Antwerpii, na stanowisku II oficera, na pokładzie statku SS „Cieszyn”. Po klęsce Francji jego statek 22 czerwca 1940 znalazł się w porcie Kaolack na rzece Saloum w Senegalu w ówczesnej Francuskiej Afryce Zachodniej i w następnym tygodniu został internowany przez rząd Vichy. W nocy 9 lipca 1940 roku SS „Cieszyn”, razem ze statkiem SS „Śląsk”, który był również internowany w Kaolacku, dokonał brawurowej ucieczki pod ogniem artylerii francuskiej, podczas której Mrozowicki się odznaczył. 20 marca 1941 roku w kanale La Manche nieopodal Falmouth „Cieszyn” został zaatakowany przez dwa samoloty niemieckie i zatopiony. Mrozowicki został wówczas ranny, ale zdołał się uratować. Po rekonwalescencji został zaokrętowany na SS „Lublin”. W 1942 roku uzyskał dyplom kapitana żeglugi wielkiej i w tymże roku rozpoczął służbę na statku MS „Morska Wola”, który pełnił służbę w konwojach atlantyckich. Za udział w tych konwojach został odznaczony przez władze brytyjskie Atlantic Star. W połowie 1943 roku został zaokrętowany w Londynie, jako I oficer, na nowo nabyty przez armatora Gdynia-Ameryka Linie Żeglugowe, statek SS „Białystok”, który wziął udział we wrześniu 1943 roku w wyzwoleniu Włoch, za co został odznaczony Italy Star. Następnie pływał jako starszy oficer na MS „Sobieski”, który po lądowaniu wojsk alianckich w Normandii przez 6 miesięcy przewoził oddziały bojowe z Anglii do Francji i na nim pływał do końca wojny. Za swój udział w wojnie na morzu został odznaczony przez emigracyjne władze polskie czterokrotnie Medalem Morskim Polskiej Marynarki Handlowej oraz przez władze brytyjskie: War Medal 1939–1945 i 1939–1945 Star.
Po zakończeniu wojny powrócił do kraju i wziął udział w odtwarzaniu floty handlowej. W kwietniu 1946 roku został delegowany w charakterze starszego oficera na MS „Batory”. Następnie kolejno dowodził ponad dwudziestoma polskimi statkami, armatorów: Żegluga Polska Line, przemianowana w 1951 roku na Polską Żeglugę Morską, Gdynia-Ameryka Linie Żeglugowe przemianowane w 1951 roku na Polskie Linie Oceaniczne oraz Chińsko-Polskie Towarzystwo Okrętowe Chipolbrok. W 1952 roku będąc dowódcą statku SS Tobruk przeprowadził w ciężkim sztormie na łowiskach Morza Grenlandzkiego w rejonie wyspy Jan Mayen akcję ratowniczą załóg dwóch norweskich oraz jednego z czterech zatopionych wówczas radzieckich trawlerów.
Od wczesnej młodości parał się literaturą, opublikował szereg wspomnień, opowiadań i artykułów poświęconych głównie problematyce morskiej, m.in.: w „Orlętach: czasopiśmie młodzieży Korpusu Kadetów nr 1 we Lwowie”, 1928, „Świcie. Miesięczniku Ilustrowanym Związku Kresowej Młodzieży Polskiej”, Lwów, 1931. W latach 1941–1946 opublikował w wydawnictwie londyńskim „Polska na Morzach”, m.in. artykuły „Monsieur Basse-Balla” (R. I i II, 1941-42 nr 1 i 2.), „Morska Zjawa zostaje commodorem” (R. VI, 1946 nr 30.) Za książkę „Konwój w nieznane”, wydaną w Gdańsku w 1969 roku, w 1970 roku dostał nagrodę literacką im. Józefa Conrada.
Zmarł 1 maja 1972 roku w Gdyni i został pochowany na cmentarzu Witomińskim tamże (kwatera 56-16-61_2).

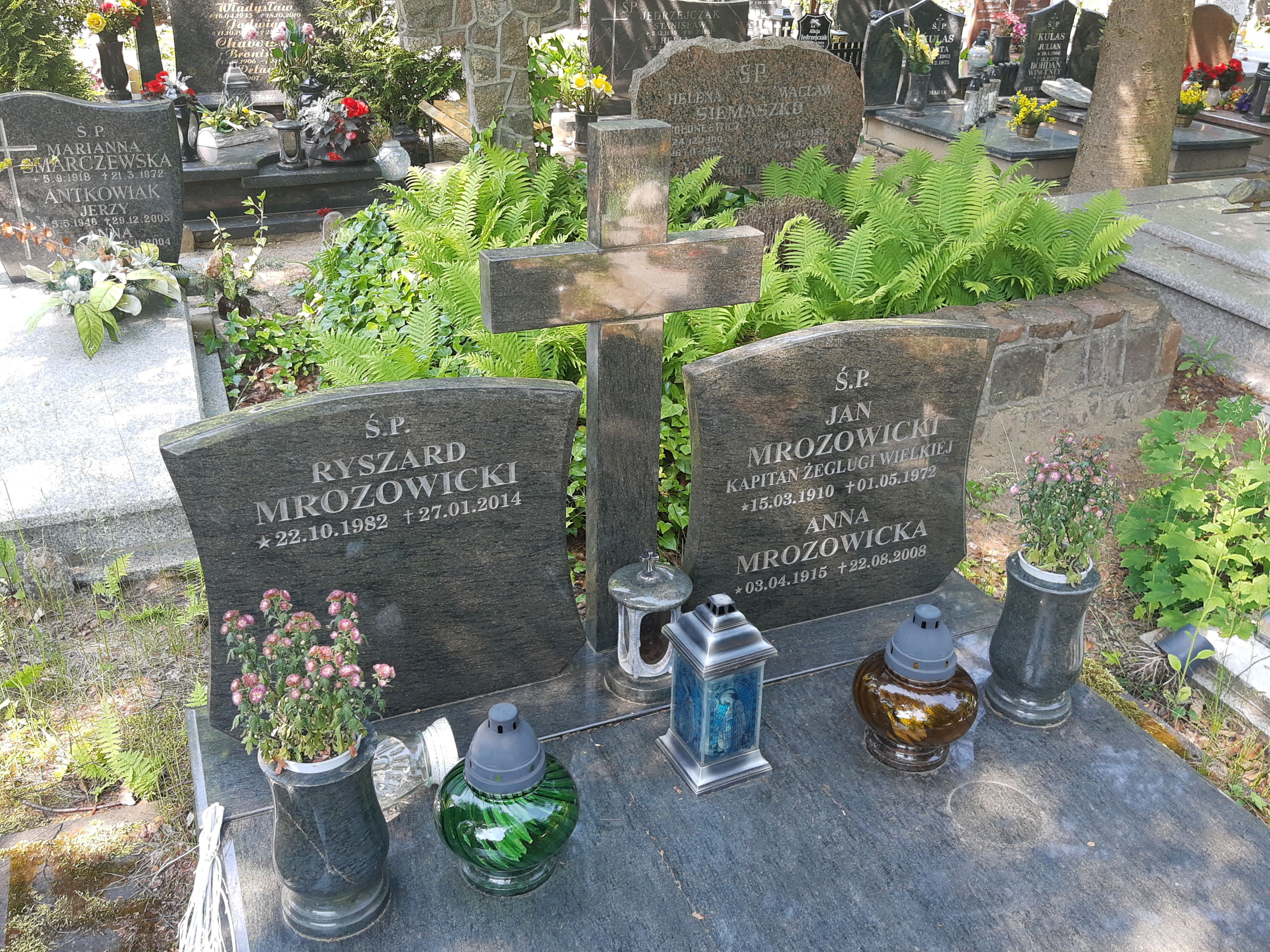
Grób Jana Mrozowickiego na cmentarzu Witomińskim

## Rodzina
W 1947 roku poślubił wdowę po swoim młodszym bracie, Józefie Michale, Annę. Jego żona w czasie II wojny światowej była członkiem Armii Krajowej, podczas powstania warszawskiego była sanitariuszką w Zgrupowaniu Żubr II Obwodu na Żoliborzu, po upadku powstania została wywieziona przez Niemców na roboty przymusowe do Austrii, gdzie pracowała w fabryce Rich. Klinger A.G. w Wien-Gumpoldkirchen przy produkcji uszczelek dla przemysłu lotniczego. Po wyzwoleniu do 1947 roku była kierowniczką Domu Dziecka Polskiego Czerwonego Krzyża im. Powstańców Warszawskich w Solicach Zdroju, po ślubie z Mrozowickim zamieszkała w Gdyni i poświęciła się pracy społecznej, m.in. w Lidze Kobiet i Związku Zawodowym Marynarzy oraz była organizatorką wielu przedsięwzięć charytatywnych na terenie Sopotu, gdzie zamieszkała po owdowieniu. Zmarła 22 sierpnia 2008 roku w Gdańsku.
Pozostawił trzech synów: Krzysztofa Andrzeja, Jerzego Adama oraz Michała Piotra.

## Twórczość
- W poszumie skrzydeł… i warkocie motoru… (Nowela lotnicza), [w:] Orlęta. Czasopismo młodzieży Korpusu Kadetów Nr. 1 we Lwowie, rok I, grudzień 1928, nr 4.
- Garść wrażeń z podróży na szkolnym żaglowym okręcie O. R. P. , „Iskra” w r. 1930 r., [w:] Przegląd Morski. Miesięcznik Marynarki Wojennej, wydawany przez Szkołę Podchorążych Marynarki Wojennej w Toruniu, Toruń 1930.
- Inicjatywa prywatna w żegludze a kapitał, [w:] Latarnia Morska, nr 38/1935
- Na błękitnym ekranie, [w:] AS Ilustrowany Magazyn Tygodniowy, nr 12/1935
- Monsieur Basse-Balla, [w:] Polska na Morzach, Londyn, R. I i II, 1941-42 nr 1 i 2
- Morska Zjawa zostaje commodorem, [w:] Polska na Morzach, Londyn, R. VI, 1946 nr 30
- Pierwszy rejs m.s. Batory do New Yorku, [w:] Polska Zbrojna z dn. 11.04.1947
- Wyprawa po orchidee, [w:] Tygodnik Morski, nr 8(241) z dn. 24.02.1963
- Kolekcjoner osobliwości, [w:] Morze, nr I/9, Warszawa 1965
- Gibralteza, [w:] Morze, nr III/25, Warszawa 1965
- Czarnoksiężnik, [w:] Morze, nr IV/4, Warszawa 1965
- Morska Wola zostaje commodorem, [w:] Morze, nr V/15, Warszawa 1965
- Hobby bosmana Dawidowskiego, [w:] Morze, nr X/26, Warszawa 1965
- Mundury z firmy Forsyth i synowie, [w:] Morze, nr XII/25, Warszawa 1965
- Jak zostać prawdziwym mężczyzną, [w:] Morze, nr III/28, Warszawa 1966
- Osobliwy przypadek senora don Amaro, (opowiadanie z cyklu: Bal na Batorym), [w:] Morze, nr VIII/12, Warszawa 1966
- Toast pana Apolinarego, (opowiadanie z cyklu: Bal na Batorym), [w:] Morze, nr XI/25, Warszawa 1966
- Człowiek z twardą głową, (opowiadanie z cyklu: Bal na Batorym), [w:] Morze, nr XII/25, Warszawa 1966
- Wyprawa po złoty skarb, [w:] Morze, nr X/14, Warszawa 1966
- Nie bądź pan królem Kanutem, [w:] Morze, nr II/25, Warszawa 1967
- Córka ambasadora, (opowiadanie z cyklu: Bal na Batorym), [w:] Morze, nr V/25, Warszawa 1967
- Biały kruk, (opowiadanie z cyklu: Bal na Batorym), [w:] Morze, nr VIII/22, Warszawa 1967
- Niebieski płomień, [w:] Morze, nr VI/20, Warszawa 1967; [w:] Zwycięskie rejsy, Gdańsk 1981
- Ziarnko kubaby, (opowiadanie z cyklu: Bal na Batorym), [w:] Morze, nr V/12, Warszawa 1968
- Karabinek manlichera, [w:] Morze, nr X I/20, Warszawa 1968
- Pierwszy konwój, [w:] Morze, nr I/25, Warszawa 1969
- Batorym na gapę, (opowiadanie z cyklu: Bal na Batorym), [w:] Morze, nr IV/12, Warszawa 1969
- Konwój w nieznane, I wyd. Gdańsk 1969, II wyd. Gdańsk 1970
- Pilot Basse-Balla, [w:] Morze, nr VII/25, Warszawa 1965; Zwycięskie rejsy, Gdańsk 1981
- Podminowany konwój, [w:] Głosy morza – antologia polskiej noweli morskiej,  Gdańsk 1973

## Odznaczenia
- War Medal 1939-1945,
- 1939-1945 Star,
- Italy Star,
- Atlantic Star,
- Medal Morski Polskiej Marynarki Handlowej (czterokrotnie),
- Krzyż Kawalerski Orderu Odrodzenia Polski,
- Złoty Krzyż Zasługi,
- Złoty Medal „Za zasługi dla obronności kraju”,
- Złota Odznaka honorowa „Zasłużony Pracownik Morza”[20].